# Фонтенуа-сюр-Мозель
Фонтенуа́-сюр-Мозе́ль (фр. Fontenoy-sur-Moselle) — коммуна во французском департаменте Мёрт и Мозель региона Лотарингия. Относится к  кантону Туль-Нор.	

## География
Фонтенуа-сюр-Мозель расположен в 50 км к югу от Меца и в 15 км к западу от Нанси. Стоит на реке Мозель. Соседние коммуны: Вилле-Сент-Этьен и Энжере на севере, Сексе-ле-Буа и Велен-ан-Э на востоке, Гондревиль на юге, Туль на юго-западе, Франшвиль на северо-западе.

## История
- Коммуна, основное название которой происходит от местных источников (ср. фонтан), на протяжении истории несколько раз меняла название, включая такие как Фонтенуа-ле-Гондревиль и Фонтенуа-ан-Э.
- Замок на месте коммуны известен с XII века. Разобран в 1820 году. Полностью уничтожен при прокладке железнодорожной ветки и строительстве на его месте вокзала.
- С 1625 года до Французской революции Фонтенуа был центром графства.
- В 1871 году был разграблен и сожжён прусскими войсками. Бывшая «батарея Фонтенуа» была частью оборонной системы фортификационных сооружений вокруг Туля в XIX веке.

## Демография
Население коммуны на 2010 год составляло 366 человек.
| 1962 | 1968 | 1975 | 1982 | 1990 | 1999 | 2010 |
| ---- | ---- | ---- | ---- | ---- | ---- | ---- |
| 234  | 206  | 219  | 229  | 224  | 195  | 366  |

## Достопримечательности
- Монумент в память сожжения в 1871 году.
- Виадук Фонтенуа, железнодорожный мост через Мозель.
- Автодорожный мост Фонтенуа через Мозель.

- Мемориал в память 1871 года.
- Виадук Фонтенуа.
- Автодорожный мост через Мозель.